# Coet (arma)

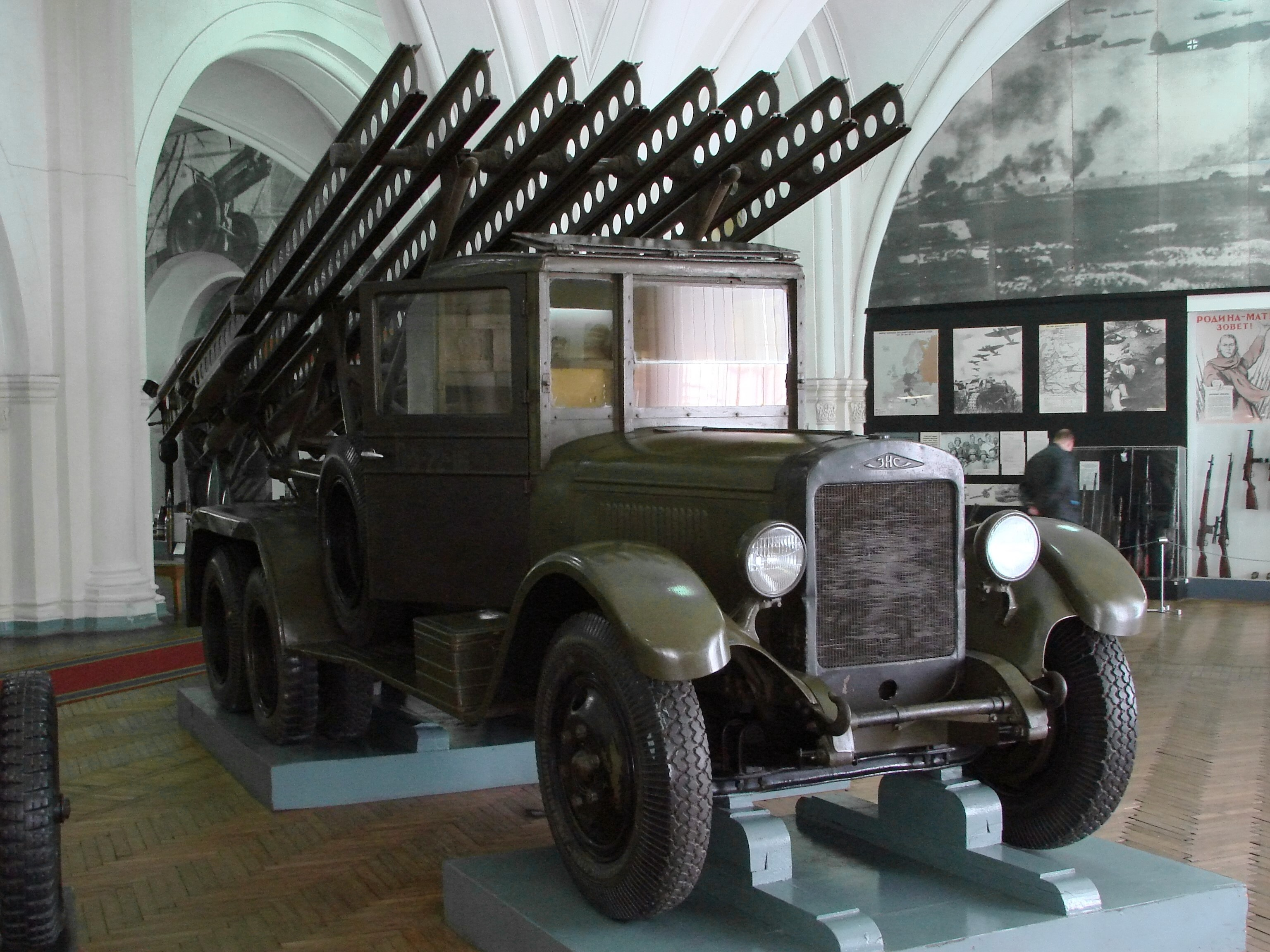
Llançador de coets Katiuixa, una de les primeres armes d'artilleria de coets.

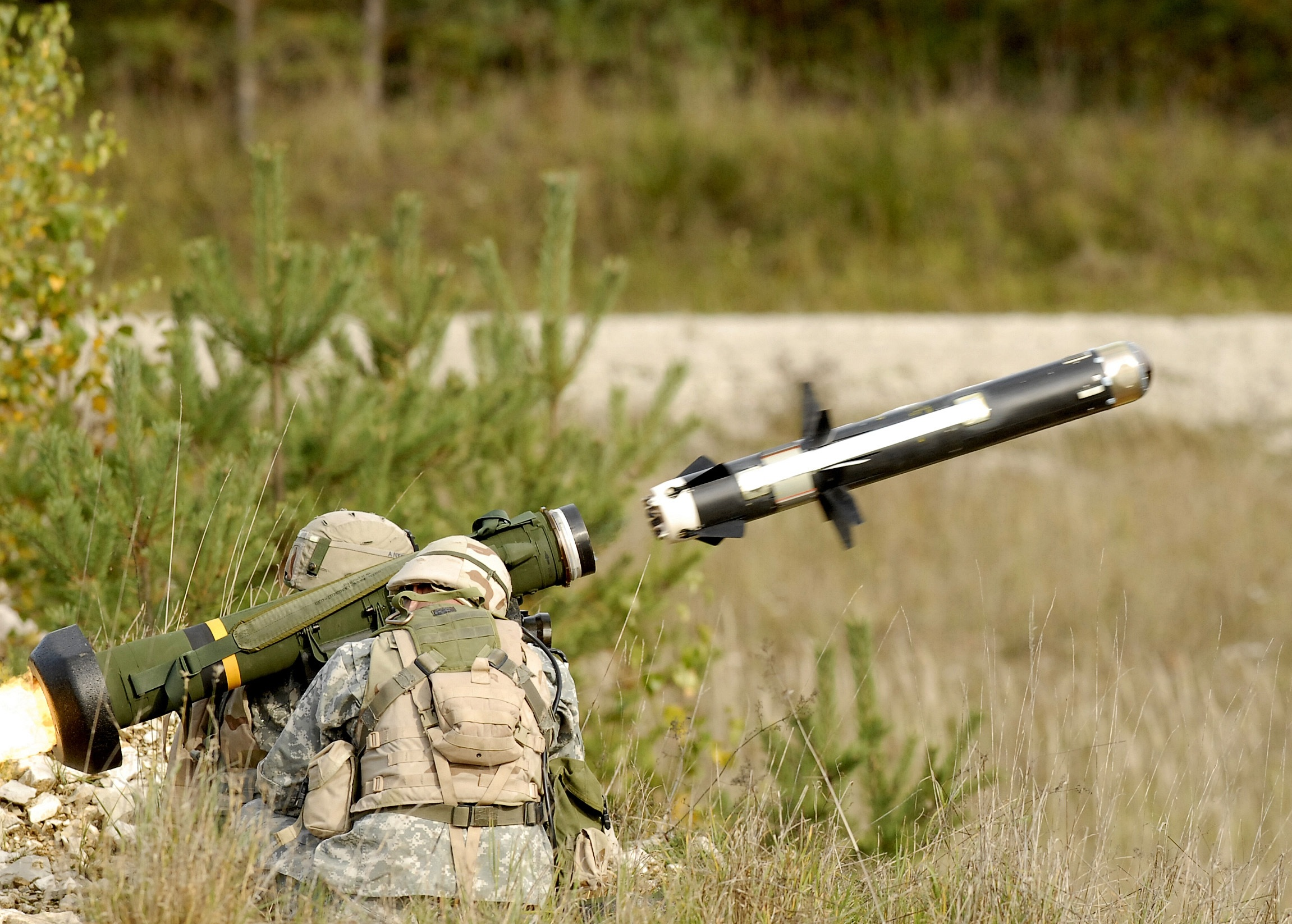
Míssil antitancs portàtil FGM-148 Javelin amb propulsió a coet.

Un coet, en terminologia militar, és una arma autopropulsada, en els temps moderns mitjançant un motor. La denominació s'aplica preferentment a un element no guiat, mentre que si és guiat se'l denomina míssil.

## Evolució
Diversos sistemes de propulsió dels coets s'han utilitzat des de fa segles amb finalitats militars. Han tingut un gran desenvolupament durant el segle xx. Inicialment foren dissenys no guiats, que s'utilitzaven per artilleria de coets amb abast mitjà i llarg. Seguint els mateixos principis durant la Segona Guerra Mundial s'instal·laren coets en avions tant per a funcions d'atac a terra com contra altres aeronaus. La tendència posterior ha estat al desenvolupament d'armes amb major abast i precisió, on el coet és tan sols la part propulsora de l'arma i compta amb sistemes de guiatge donant lloc als míssils.

## Usos
Així doncs ens trobem amb coets com a armes en un ampli espectre de funcions, complexitat i costos. Des de les granades propulsades per coet com l'RPG-7, als míssils balístics intercontinentals:
- Artilleria de coets
- Granada propulsada per coet
- Míssil de creuer
- Míssil balístic
- Míssil aire-terra
- Míssil aire-aire
- Míssil antivaixell
- Míssil antitancs
- Míssil antiradiació